# Sipos István (futó)
Sipos István (Apátfalva, 1959. május 28. –) ultramaratoni futó, világcsúcstartó, az extrémtávú ultrafutás legeredményesebb magyar képviselője.
Legnagyobb eredményei közé tartozik 2000-es országfutása, amelynek során 264 nap alatt, 20 204 kilométert megtéve ellátogatott Magyarország összes településére. A futással egyrészt megdöntötte a pihenőnap nélküli futás világcsúcsát, másrészt célja volt különlegesen megünnepelni Magyarország államiságának ezredik évfordulóját.
Kiemelkedő eredményei közé tartozik még az 1994-es Trans America futóverseny győzelme is. A Los Angeles és New York közötti 4708 kilométeres távot 517 óra és 43 perc alatt tette meg, 46 órával a második helyezett előtt.
További jelentős győzelmei közé tartozik az 1998-as 3100 mérföldes (4988 km) Self-Transcendence 3100 Mile Race első helye. A távot 46 nap 17:02 alatt teljesítette, ami több mint egy nappal volt jobb a korábbi világcsúcsnál, de a futást tovább folytatta, és 46 nap 18:38:48-cal új 5000 kilométeres világcsúcsot is felállított.
A mai Self-Transcendence futás elődjét, az 1300 mérföldes versenyt 1993-ban úgyszintén megnyerte, és a futás során új 1300 mérföldes és 2000 kilométeres világcsúcsot futott.
A legendás Spartathlont négyszer teljesítette, és 1985-ben az első magyar Spártai Hős lett.
Országos csúcstartó 6 napos futásban (756 km), 1000 kilométeren (7 nap 23:45:23), és 1000 mérföldön (12 nap 22:52:37).
Két felnőtt fiúgyermek apja.